# Anna Sorokin
Anna Vadimovna Sorokin (Russisch: Анна Вадимовна Сорокина) (Domodedovo, 23 januari 1991) is een in Rusland geboren Duitse voormalig influencer en veroordeelde fraudeur.  

## Jeugd
Sorokin werd geboren op 23 januari 1991 in Domodedovo, een arbeidersstadje ten zuiden van Moskou. Haar vader werkte als vrachtwagenchauffeur terwijl haar moeder een kleine supermarkt had. In 2007, toen Sorokin 16 was, verhuisde haar familie naar Eschweiler in Noordrijn-Westfalen, Duitsland. Daar werkte haar vader als directeur voor een transportbedrijf, totdat het bedrijf in 2013 failliet ging.

## New York
In de zomer van 2013 kwam Sorokin naar New York. Tussen 2013 en 2017 deed ze zich voor als een rijke Duitse erfgename onder de naam Anna Delvey om zo banken, hotels, restaurants en privévliegtuigmaatschappijen op te lichten. In 2019 werd ze in Amerika veroordeeld voor fraude waarvoor ze, naast een boete, een celstraf kreeg opgelegd van vier tot twaalf jaar. In 2021 werd ze na een gevangenisstraf van 2 jaar voorwaardelijk vrijgelaten uit de vrouwengevangenis in Albion (New York).

## Trivia
De Netflix-serie Inventing Anna is gebaseerd op het verhaal dat Sorokin vanuit de gevangenis verkocht aan de streamingdienst.